# Zakon Libańskich Maronitów
Zakon Libańskich Maronitów (skrót: OLM) – libańskie zgromadzenie zakonne założone w 1695 roku w klasztorze Mart Moura w Ehden przez trzech młodych maronitów z Aleppo: Gabriela Haoua, Abdallaha Qaraali i Jusufa al-Bitn. Jest jednym z trzech maronickich zakonów, oprócz antonianów (OAM) i aleppianów (OMM), odwołujących się do reguły św. Antoniego Pustelnika. Główna siedziba władz zgromadzenia mieści się w klasztorze św. Antoniego w Ghazir, w pobliżu Dżuniji.